# Karta (GUI)
Karta (ang. tab) –  element GUI (widżet), który umożliwia otwarcie większej ilości dokumentów oraz paneli w pojedynczym oknie i nawigację pomiędzy nimi.

## Zastosowanie
Karty są stosowane przede wszystkim do konfiguracji programów – zwłaszcza w systemie Microsoft Windows, gdzie kolejne grupy opcji można konfigurować w kolejnych kartach. W silniej rozbudowanych programach lepsza może okazać się struktura drzewiasta, ze względu na podział kategorii konfiguracji na kolejne podkategorie.
Przeglądnie w kartach jest stosowane również w nowoczesnych przeglądarkach internetowych, które umożliwiają otwieranie kolejnych stron internetowych w nowych kartach. Przyspiesza to otwieranie takiej strony ze względu na brak konieczności tworzenia całego interfejsu użytkownika, czyli pasków, menu itp.

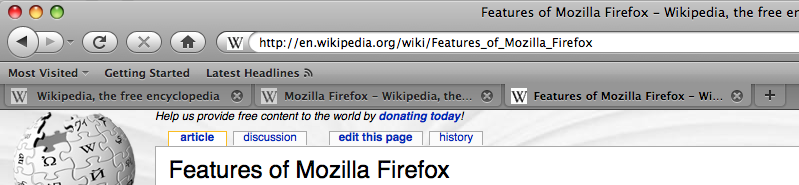
Karty na stronie WWW (Wikipedia) oraz w przeglądarce Firefox

Podobnie niektóre edytory tekstu (szczególnie te przeznaczone dla różnego rodzaju programistów) umożliwiają otwieranie różnych plików w wielu kartach, co ułatwia poruszanie się między nimi i tym samym jednoczesną edycję wielu plików.

## Zalety
Karty w GUI są komputerową alternatywą fizycznego przekładania i wyszukiwania określonych kart (np. pacjentów) w papierowym katalogu, gdzie pewne karty zaopatrzone były wystający ponad inne występ, z wypisaną tam nazwą (np. pierwszą literą grupy nazwisk).  Ze względu na tę analogię, karty w GUI są w języku polskim czasem określane jako zakładki, choć nazwa ta w informatyce jest częściej używana w innym znaczeniu.
Zastosowanie kart ogranicza i porządkuje menu a przez to ułatwia zapamiętywanie i odnajdywanie potrzebnych opcji. Znacznie wygodniej jest otworzyć jedno okno tematyczne z kilkoma kartami niż kilkanaście okien dotyczących jednej sprawy. Karty są bardzo dobrym sposobem na zmieszczenie dużej liczby elementów na małej powierzchni okna, jeśli tylko można je sensownie pogrupować (użycie zakładek nie jest konieczne do grupowania, ponieważ grupowanie można zorganizować za pomocą ramek z etykietą). Jest to znacznie lepsze rozwiązanie od stosowanego w niektórych aplikacjach dynamicznego tworzenia okien z układem wybieranym z listy rozwijalnej, które to rozwiązanie jest nie akceptowane przez użytkowników ze względu na nieintuicyjną obsługę.

## Mechanizm działania
Karta jest formą widżetu pojemnikowego składającego się z uchwytu karty i powierzchni do wyświetlania następnych widżetów. Widżet kart zawiera najmniej dwie karty. Wszystkie karty widżetu kart współdzielą powierzchnię wyświetlania, z tym że każda karta dysponuje własnym zestawem opcji (widżety w różnej postaci graficznej), natomiast na powierzchni wyświetlania są pokazywane widżety tylko tej karty, która jest aktywna. Po kliknięciu na nieaktywną kartę następuje najpierw dezaktywacja aktywnej karty i wycofanie widżetów należących do niej, a następnie uaktywnienie nowo wybranej karty i upakowanie jej widżetów na wspólnej powierzchni wyświetlania.
Biblioteki IDE (np. Eclipse, ActiveHDL) pozwalają na obsługę kart na różnych poziomach dostępu. Najprostszą metodą użycia widżetu kart jest dostanie się do jego wnętrza określonej karty i umieszczenie w nim widżetów kontrolnych. W takim przypadku przełączanie powierzchni wyświetlania będzie się odbywało wyłącznie automatycznie, bez konieczności programowania jakiejkolwiek dodatkowej akcji. Inną możliwością jest zaprogramowanie akcji na zdarzenie kliknięcia określonej karty, czy też nawet lepiej ich aktywacji i dezaktywacji. Kart można bowiem używać w oderwaniu od powierzchni wyświetlania i traktować je jako pasek z przełącznikami. Często możemy też spotkać dynamiczny układ kart, czyli tworzenie ich na bieżąco w razie potrzeb, takie mogą być zaopatrzone w ikonkę zamykania zasobu przypisanego do danej karty.